# Rogelio París
Rogelio París (La Habana, 1936 - ibídem, 28 de marzo de 2016) fue un director de cine, de documentales y televisión cubano, además de profesor universitario.

## Biografía
Graduado en Derecho, Historia y Publicidad, fue guionista y director de programas dramáticos para televisión. Después fue director de documentales en el Instituto Cubano del Arte e Industria Cinematográficos, donde realizó su ópera prima, Nosotros, la música (1964), posiblemente una de las más conocidas y apreciadas. Siguieron otros trabajos como Los hombres de Renté (1965), Guardafronteras (1968), Tiempo de hombres (1969) o No tenemos derecho a esperar (1972). Su filmografía está estrechamente vinculada con la situación cubana de la época, con claras alusiones a la épica del país frente al bloqueo estadounidense o la participación cubana en la descolonización de África. De ellas se señalan Caravana (1990) y Kangamba (2008).